# كوميكس ويف فلمز
كوميكس ويف فيلمز (باليابانية: コミックス・ウェーブ・フィルム) شركة توزيع واستوديو أفلام ياباني. تأسست في مارس 2007. يقع مقرها في تشيودا في العاصمة اليابانية طوكيو. الأستوديو معروف بأفلام الأنمي، الأفلام القصيرة والإعلانات التلفزيونية وبشكل خاص الأعمال التي صنعها المخرج ماكوتو شينكاي.

## الأعمال

### أفلام الرسوم المتحركة
- هي وقطتها (1999)
- أصوات نجم بعيد (2002)
- المكان الموعود في أيامنا الخوالي (2004)
- خمسة سنتيمترات في الثانية (2007)
- الأطفال الذين يلاحقون أصواتا ضائعة (2011)
- حديقة الكلمات (2013)
- اسمك (2016)
- أغير الطقس معك (2019)
- قفل باب سوزومي (2022)

### أفلام قصيرة
- داريكا نو مانازاشي (2013)

## وصلات خارجية
- مقالات تستعمل روابط فنية بلا صلة مع ويكي بيانات
- الموقع الرسمي